# Ian Charleson
Ian Charleson, född 11 augusti 1949 i Edinburgh, Skottland, död 6 januari 1990 i London, var en brittisk skådespelare.

## Biografi
Charleson föddes i Edinburgh 1949 och växte upp med sin far, som var författare, och två syskon. Som barn sjöng han sopran. Efter high school började han studera arkitektur, och var vid sidan av aktiv i en teatergrupp, Edinburgh University Drama Society som skådespelare, sångare, regissör och kostymör. Han började senare studera vid London Academy of Music and Dramatic Art. Hans första stora roll på scen var i Simon Grays pjäs Otherwise Engaged. Efter det rullade rollerna in, framför allt var han aktiv i Royal Shakespeare Company mellan 1977 och 1989. Charleson dog i aids vid en ålder av 40 år.

## Ian Charleson Awards
Ian Charlesons namn har postumt namngivit Ian Charleson Awards, ett pris som årligen delats ut sedan 1991 för att belöna de bästa klassiska scenframträdanden av unga skådespelare under 30 år.

## Filmografi (i urval)
- Joseph and the Amazing Technicolor Dreamcoat (1972)
- Jubilee (1978)
- Antonius och Cleopatra (1981)
- Triumfens ögonblick (1981)
- Gandhi (1982)
- Greystoke: Legenden om Tarzan, apornas konung (1984)
- Opera (1987)
- Troubles (1988)